# Assur-nirari V
Assur-nirari V (in accadico Aššur-nīrārī, "Aššur è il mio aiuto") (fl. VIII secolo a.C.) è stato un re assiro al potere dal 754 a.C. al 745 a.C..

## Biografia
Figlio di Adad-nirari III, succedette a suo fratello, Assur-dan III. Quella che si ritrovò fra le mani era una situazione difficile, con alcune rivolte popolari. La più importante nel 746 a.C. che l'anno successivo portò alla successione da parte di Tiglatpileser III.